# جایی در ترکیه
جایی در ترکیه (انگلیسی: Somewhere in Turkey) یک فیلم کمدی صامت کوتاه به کارگردانی گیلبرت پرت است که در سال ۱۹۱۸ منتشر شد. هیئت بازبینی فیلم شیکاگو، بخش‌هایی از این فیلم را زمان نمایش سانسور کرد.

## بازیگران
- هارولد لوید
- اسناب پالرد
- ببه دنیلز
- سمی بروکس
- هلن گیلمور
- لوئیز کارور
- لایج کانلی
- هلن گیلمور
- لو هاروی
- والاس هاو
- دی لمپتون
- گاس لئونارد
- جیمز پروت
- چارلز استیونسون
- دوروثیا والبرت